# 火鳥 (芭蕾舞)
《火鳥》（法語：L'Oiseau de feu，羅馬化：Zhar-ptitsa）是俄羅斯作曲家伊戈爾·斯特拉文斯基創作的芭蕾舞劇音樂，是他的代表作與成名作，於1910年在巴黎首演。《火鳥》和春之祭、彼得洛希卡一同被列為史特拉汶斯基三大芭蕾舞劇，劇作內容取材自俄羅斯童話。

## 創作背景
由於俄國芭蕾舞團團主谢尔盖·达基列夫聽到了史特拉汶斯基的芭蕾舞處女作《煙火》，頗為賞識，因此便請尚未展露頭角的史特拉汶斯基寫作芭蕾舞舞劇《火鳥》。
1910年，由皮爾奈在巴黎國立歌劇院指揮首演，布景由葛洛文設計，佛金則負責編舞。此次演出獲得空前成功，使得史特拉汶斯基躋身當代作曲家之林。

## 故事簡介
故事主要由代表「善」的火鳥，與代表「惡」的魔王卡什伊(Kastcheï)的對立作為背景。
在森林中卡什伊支配著魔法之國，他會將迷失的過路者囚禁在古堡黑牢，或是變成一座石像，永遠矗立在「魔法花園」裡。
因為打獵而迷失在森林中的伊凡王子，遇上傳說中的火鳥，王子趁其大跳「火鳥之舞」時將牠捉住，在火鳥央求下王子決定還其自由之身，火鳥遂回贈王子一支金羽毛。
忽然出現一座城堡，城門打開後發現「十三位美麗的公主」，她們繞著一顆金蘋果樹跳著「少女們的輪旋曲」。帶頭的第十三位公主—莎莉芙娜告訴伊凡此城堡乃魔王的大本營，他的法力能將路人變成石頭。公主們翩翩起舞，伊凡因而愛上莎莉芙娜，兩人擁吻產生感情，但是她們必須在黎明前回到城堡，以免遭罰，號角響起，女孩們紛紛跑回堡中。
伊凡也尾隨公主進入城堡，「魔鐘響起」時，一批卡什伊的鬼怪手下衝出，並將伊凡王子捉住，「卡什伊出現」想把伊凡變成石頭，兩人展開對話，而「公主們也為伊凡求情」。霎時，伊凡將金羽毛一揮，「火鳥再度出現」並迫使卡什伊手下不斷地跳著「煉獄之舞」，直到他們筋疲力竭、紛紛倒地。
這個時候火鳥唱起優美的「搖籃曲」，讓群妖酣然入睡。引導王子在地下的棺材中找到了鎖著魔王罪惡靈魂的魔蛋，王子奮力將蛋砸碎。卡什伊死後魔咒解除，所有成為石像的人都恢復自由，火鳥促成伊凡與莎莉芙娜這對戀人之後，魔法之國成為快樂之國，火鳥便飛向不知名的天際。

## 分析
1910年版本的演奏時間約48分鐘。

### 架構
1.序曲
第1景
2.魔王卡什伊的魔法庭園
3.火鳥登場,伊凡·沙列維奇追逐而至
4.火鳥之舞
5.伊凡·沙列維奇捕獲火鳥
6.火鳥的哀求
7.十三位迷人公主的登場
8.公主們的金蘋果遊戲
9.伊凡·沙列維奇突然出現
10.公主們的霍洛沃德舞(輪旋舞)
11.拂曉
12.魔鐘響起,卡什伊的妖怪侍衛登場,捕獲伊凡王子
13.不死卡什伊的登場-與伊凡·沙列維奇的對話-公主們的求情
14.火鳥的出現
15.火鳥魔咒下卡什伊的侍衛之舞
16.卡什伊所有臣屬的地獄之舞
17.火鳥的催眠曲
18.卡什伊的覺醒-卡什伊的死亡-深沉的黑暗
第2景
19.卡什伊咒語被破,宮殿消失,石化騎士復活,全體感恩

## 外部連結
- 史特拉汶斯基《火鳥》：国际乐谱典藏计划上的乐谱
- Balanchine Foundation website （页面存档备份，存于）
- Balanchine Trust website （页面存档备份，存于）
- The Australian Ballet website （页面存档备份，存于）
- NYCB website （页面存档备份，存于）
- Robbins Foundation and Trust website （页面存档备份，存于）
- National Library of Australia Ballets Russes website （页面存档备份，存于）